# Faulquemont
Faulquemont (Duits: Falkenberg, Lotharings: Folkenburch) is een gemeente in het Franse departement Moselle in de regio Grand Est. Faulquemont telde op 1 januari 2022 5.154 inwoners.

## Geschiedenis
Op 1 mei 1973 werd Chémery opgenomen in de gemeente Faulquemont. Chémery kreeg de status van commune associée.
De gemeente maakte deel uit van het arrondissement Boulay-Moselle tot dit op 1 januari 2015 fuseerde met het arrondissement Forbach tot het arrondissement Forbach-Boulay-Moselle.

## Geografie
De oppervlakte van Faulquemont bedroeg op 1 januari 2022 18,79 vierkante kilometer; de bevolkingsdichtheid was toen 274,3 inwoners per km². Faulquemont ligt ten noorden van het riviertje de Nied Allemande, Chémery-lès-Faulquemont ten zuiden ervan. De Nied Allemande vormt samen met de Nied Française de rivier de Nied na de samenvloeiing van de twee in de gemeente Condé-Northen, ten noordwesten van Faulquemont.

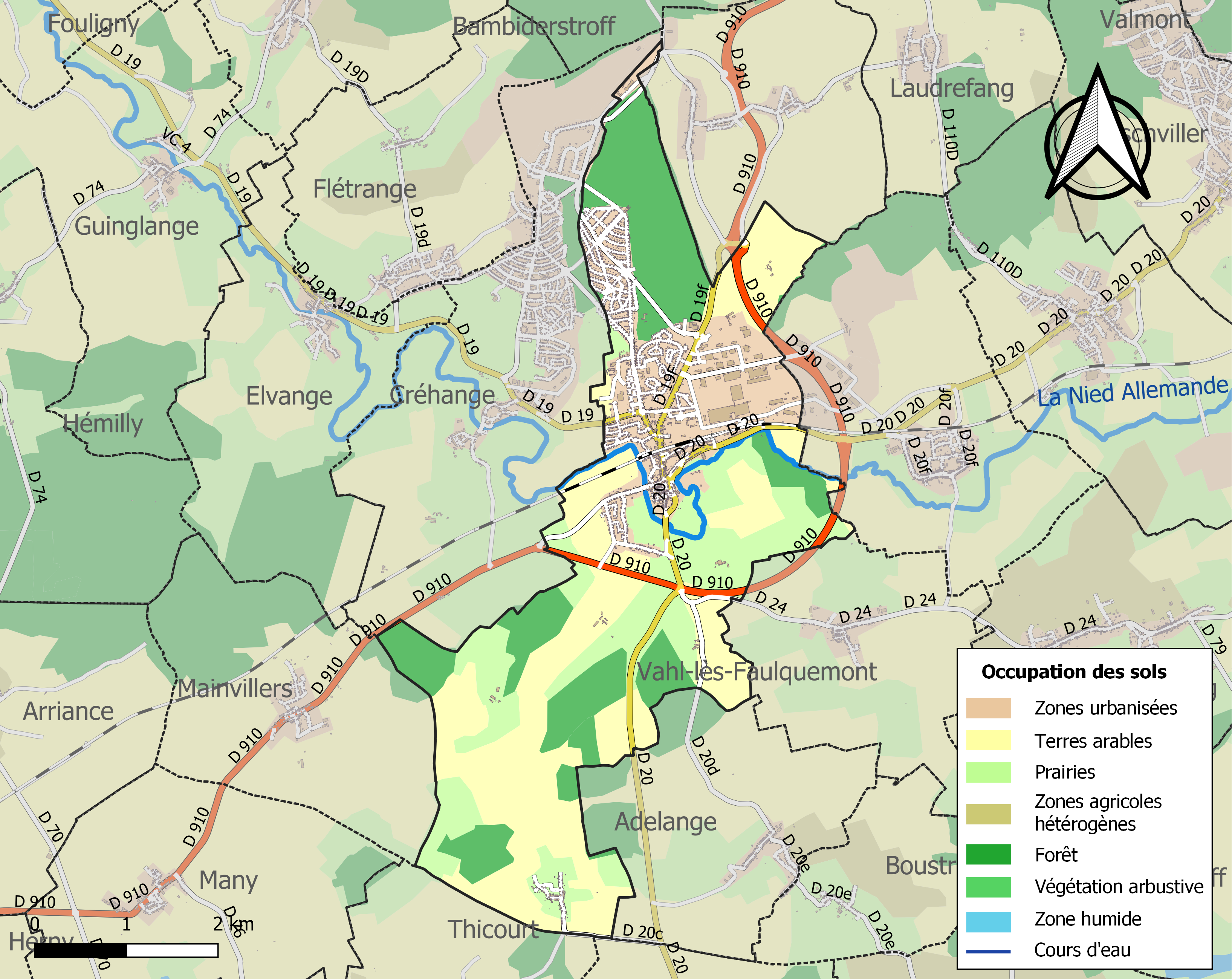
Kaart van de gemeente met de belangrijkste infrastructuur, bodemgebruik en omliggende gemeenten

## Demografie
Onderstaande figuur toont het verloop van het inwonertal (bron: INSEE-tellingen).

## Verkeer en vervoer
In de gemeente bevindt zich het spoorwegstation  Faulquemont.